# Xã Miami, Quận Saline, Missouri
Xã Miami (tiếng Anh: Miami Township) là một xã thuộc quận Saline, tiểu bang Missouri, Hoa Kỳ. Năm 2010, dân số của xã này là 582 người.